# Воєнний кореспондент
Воєнний кореспондент (англ. war correspondent), або військовий дописувач, — журналіст, який висвітлює хід бойових дій. Як правило, безпосередньо знаходиться у зоні збройного конфлікту або спілкується з його учасниками. 

## Особливості професії
Журналісти, які працюють над висвітленням подій війни, наражаються на велику небезпеку, тому їх робота вважається однією з найбільш небезпечних. Під час перебування у зоні конфлікту від воєнного кореспондента вимагається мати акредитацію, яка надається уповноваженими державними органами. Женевська конвенція про поводження з військовополоненими 1949 р. надає воєнному кореспонденту статус цивільної особи, але у разі потрапляння у полон, воєнний кореспондент вважається військовополоненим і користується усіма відповідними правами. 

## У різні часи

### Античність
Події греко-перської війни зображувалися в «Історії» грека Геродота. Втім у такій ситуації автор користувався переказами подій, свідком яких він не був. Грецький історик Фукідід описав події Пелопоннеської війни, свідком яких він був сам.
У часи Римської республіки, а згодом імперії, було прийнято, щоб консули в найкоротші терміни повідомляли про результати битв. Одним з найвідоміших повідомлень стала доповідь Юлія Цезаря після битви з Боспорським царем Фарнаком. Він лаконічно доповів сенату про результат битви: Veni, vidi, vici (Прийшов, побачив, переміг). Ця фраза стала крилатою. Цезарю також належить визначна пам'ятка римської літератури «Записки про Галльську війну» (лат. Commentarii de Bello Gallico). У семи частинах книги, написаних Цезарем, розповідається про воєнні дії римських військ на території Галлії у 58-50рр. до н. е. Хоча твір і написаний Цезарем, сам полководець згадується у ньому лише в третій особі. «Записки…» стали потужним пропагандистським засобом Цезаря: копії твору масово розповсюджувались у Римі, а трохи згодом стали класикою історичної літератури.

### Війни XVII—XIXст.
Першим прикладом роботи військового кореспондента у Новий час можна назвати голландського живописця Віллема ван де Вельде. 1653 р. він вийшов у море в маленькому човні, щоб спостерігати морську битву між голландцями та англійцями. Ван де Вельде зробив безліч ескізів на місці, а пізніше перетворив їх в один великий малюнок. Найвідоміші його картини — «Чотириденна битва», «Битва біля Даунса», «Битва біля Схевенгеніна», присвячені другій англо-голландській війні, були дуже популярними. Вони дали можливість великій кількості глядачів ознайомитись з ходом названих битв, невдовзі після них.
У часи Наполеонівських війн англієць Генрі Крабб Робінсон писав у газету «Таймс» матеріали про битви, що відбувались у Німеччині та Іспанії.

### Кримська та російсько-японська війна
Чи не першим військовим кореспондентом у сьогоднішньому розумінні цього поняття став британський журналіст, за походженням ірландець, Вільям Говард Рассел. 1850 року він описував короткочасну війну між Данією та Прусією. У 1854 р. Рассел прибув до Севастополя як кореспондент «Таймс». Його звіти про події Кримської війни відправлялись двічі на тиждень морською поштою. Зокрема, завдяки його репортажам про нестачу спорядження у британській армії та спалах інфекційних хвороб (у першу чергу холери) було прийнято рішення будувати у Балаклаві залізницю. Це покращило забезпечення Британської армії та сприяло загальному успіху у війні. Описуючи Балаклавську битву (1854), Рассел використав вираз «тонка червона лінія» (англ. The Thin Red Line). Так він назвав атаку британців, вдягнених у червоні мундири, на позиці російських військ. Виразу судилося стати знаковим у британській культурі та мистецтві. Надалі Вільям Говард Рассел побував у ролі кореспондента на полях битв Громадянської війни у США (1861—1865) та Франко-прусської війни (1870—1871).
Під час російсько-японської війни (1904—1905) 102 російських та 38 іноземних кореспондентів побували у діючих арміях у Маньчжурії.

### Період від початку Першої до кінця Другої світових війн
На початку Першої світової війни уряди держав у стані війни забороняли діяльність журналістів. По-перше, багато військових керівників не довіряли кореспондентам, зокрема британський лорд Кітчнер. По-друге, боячись діяльності ворожої розвідкин, не допускали репортерів близько до фронту, аби важлива інформація не передавалась ворогу. Наприкінці 1915 р. британці послабили заборону на журналістську діяльність. Французька влада до кінця війни обмежувала діяльність преси. Жорстка цензура була впроваджена в кайзерівській Німеччині та Російській імперії.
Велика кількість кореспондентів працювала під час громадянської війни в Іспанії (1936—1939 рр.).
На початковому етапі Другої світової війни тоталітарні держави Німеччина, Японія та СРСР намагались через повідомлення з театрів воєнних дій проводити свою пропаганду. Активно залучались можливості кінематографу.
Під час звільнення німецьких міст американські військові сприяли діяльності журналістів, щоб ті висвітлювали звірства нацистів.

### Операція «Буря в пустелі»
США приділяли значну увагу інформаційному забезпеченню бойових дій в Іраку 1990 року. Представник Білого дому Арі Фішер щоденно проводив брифінги для преси. Журналісти провідних медіа були присутні на передовій безпосередньо в бойових частинах.

## Професія військового кореспондента у XXI ст.
У ході війн в Іраку (2003), громадянської війни у Лівії (2011) та Сирії (2013), попри наявні норми стосовно журналістів у зоні конфліктів, загинула низка кореспондентів. 2003 року під час обстрілу Багдаду загинув український репортер Тарас Процюк.

## Російсько-українська війна з 2014 року та професія воєнного кореспондента
300 російських журналістів були нагородженні президентом Росії Путіним за участь у подіях, що призвели до окупації Криму. У ході боїв на Донбасі загинули італієць Андреа Роччелі, російські журналісти ВДТРК Ігор Корнелюк та Андрій Волошин, оператор Першого каналу Анатолій Клян, фотокореспондент інформагенції «Росія сьогодні» Андрій Стєнін. Російські журналісти брали активну участь у висвітленні подій Антитерористичної операції, подаючи погляд «сепаратистів» на події. Відомі знімки кореспондентів, на яких вони обіймаються з донецькими терористами. Втім після їхньої загибелі, російська влада звинуватила в їхній смерті Україну.
Широковідомим став інцидент із російським актором Михайлом Пореченковим: 30 жовтня 2014 року було оприлюднено відео «Пореченков у донецькому аеропорту», на якому актор у захисному шоломі з написом PRESS («Преса») стріляє з багатоповерхівки великокаліберним кулеметом по позиціях українських військових.
Перебуваючи «в гостях» у терористів, актор дав інтерв'ю російському каналу, в якому зізнався на камеру, що вже так стріляв і 2008 року в Цхінвалі під час російсько-грузинського збройного конфлікту по позиціях грузинських військових. 31 жовтня 2014 року Головним слідчим управлінням МВС порушено кримінальне провадження щодо актора за ст. 260 ч. 4 КК України («Участь у складі не передбачених законом воєнізованих або збройних формувань у нападі на підприємства, установи, організації чи на громадян»). Злочин, що скоїв Михайло Пореченков, карається позбавленням волі на строк від 7 до 12 років.

## Відомі воєнні кореспонденти
- Вільям Говард Рассел
- Генрі Крабб Робінсон
- Джо́рдж О́рвелл
- Кресто́вський Все́волод Володи́мирович
- Кім Філбі
- Костянтин Симонов
- Корнеліус Раян
- Михаило Романович Галактіонов
- Ернест Хемінгуей
- Фредерік Форсайт
- Сергій Лойко

### Україна
- Дмитро Лабуткін (1986—2015)
- Сергій Ніколаєв (1972—2015)
- Тарас Процюк (1968—2003)
- Андрій Лисенко (нар. 1968)
- Дмитро Тимчук (1972—2019)
- Андрій Цаплієнко (нар. 1968)

## У масовій культурі
- Радянський кінофільм «Ради нескольких строчек» (1985), у якому головні герої — журналісти однієї з фронтових газет.
- Популярна у СРСР «Пісенька воєнних кореспондентів» (муз. М. Блантер — сл. К. Симонов).
- У романі Бориса Акуніна «Турецький гамбіт» один з героїв Анвар-Ефенді видає себе за французького військового кореспондента.
- Російський пропагандистський фільм «Воєнний кореспондент» (2014) присвячений російсько-українській війні та відбілюванню російських злочинів на окупованих територіях.